# Fañch Favé
Pour les articles homonymes, voir Favé.
Fañch Favé ou François Favé, né le 18 décembre 1905 à Plounéventer et mort le 17 mars 1951 à Lesneven des suites d'un cancer, est un coureur cycliste français.

## Carrière
En  1930, il est champion de France des aspirants,.
Il participe à deux Tours de France, en 1928 et 1931, sur lesquels il est contraint à l'abandon.

## Palmarès
- 1925
  - Champion du Finistère sur route

- 1927
  - 3e de Paris-Dieppe
  - 3e du championnat de France des aspirants

- 1930
  - Championnat de France des aspirants

- 1931
  - Champion du Finistère de vitesse
  - Grand Prix Ouest-France de Plouay
  - 3e étape du Circuit de l'Ouest
  - Saint-Nazaire-Nantes-Saint-Nazaire
  - Nantes-Angers-Nantes
  - 2e du Circuit de l'Ouest
  - 3e du championnat de France des aspirants

- 1932
  - Boucles de l'Aulne
  - 3e du Tour de l'Ouest

- 1933
  - Boucles de l'Aulne
  - Circuit du Finistère :
    - Classement général
    - 1re et 2e étapes

- 1934
  - 3e étape du Circuit de l'Ouest

- 1935
  - Nantes-Les Sables-d'Olonne
  - 3e des Boucles de l'Aulne

- 1937
  - Champion du Finistère sur route
  - Circuit de l'Armorique[3]
  - 2e du Grand Prix Pierre Le Doaré

## Résultats sur les grands tours

### Tour de France
2 participations
- 1928 : abandon.
- 1931 : abandon (10e étape).